# Enrico Bellei
Enrico Bellei (Firenze, 3 maggio 1963) è un driver italiano di cavalli da trotto.
Vive a cavallo tra il ventesimo e il ventunesimo secolo. Figlio di Nello Bellei. Ha iniziato la sua carriera nel 1982 realizzando ventidue vittorie. Ha vinto il Gran Premio Lotteria di Agnano nel 2004 e il Derby italiano di trotto nel 1997, 2004, 2012 e 2015 .
Nel 1995 ha superato, con 276 successi, il record di Ugo Bottoni di 262 vittorie in un anno raggiunto nel 1960, record portato poi nel 2010 a 538 
Ha vinto  per 21 volte, di cui 17 consecutive, il frustino d'oro, premio assegnato al driver con più vittorie in un anno, vinto per la prima volta nel 1995, superando se stesso negli anni successivi.
Nel 2010 a Torino e nel 2012 ad Amburgo si è laureato campione europeo dei guidatori 
Vanta anche un secondo posto ai Mondiali per Guidatori.
Nel 2008 è stato indagato su richiesta della Procura di Lucca su corse truccate e maltrattamenti di cavalli.
Nel dicembre 2014 il Gup di Potenza lo ha prosciolto da ogni accusa.